# Skinning
Als Skinning wird in der Computeranimation die Zuordnung eines Drahtgittermodells zu einem Bewegungsskelett bezeichnet. Skinning ist der logisch folgende Schritt nach dem Rigging, das die grundlegende Motorik eines animierten Charakters festlegt. Skinning hingegen definiert die tatsächlich sichtbare Verformung des Körpers, die im Wesentlichen den Bewegungsvorgaben des Rigs folgt und, besonders in „Problemzonen“, dessen Einfluss variieren kann, um natürliche Bewegungsabläufe zu erzielen.
Durch die Gewichtung einzelner Teile des Drahtgitters bei der Verknüpfung kann der Einfluss des Skeletts angepasst und so beispielsweise das „Einknicken“ speziell an den Gelenkpunkten vermieden werden. Zudem ist es möglich, weitere Bewegungen zu überlagern. Dies kann unter anderem nötig werden, um beim Beugen eines Arms oder eines Beins die zugehörige Muskelschwellung zu simulieren oder unerwünschte Einflüsse des Rigs auszugleichen.
Durch die zunehmende Bedeutung der Animationsindustrie hat Skinning in seiner heutigen Bedeutung das veraltete Synonym für Texturing praktisch vollständig verdrängt.